# Marianne Vos
Marianne Vos (født 13. maj 1987) er en hollandsk cykelrytter, der er på kontrakt hos Team Visma | Lease a Bike. Hun blev nr. 1 på verdensranglisten i 2009 og 2010.

## OL-deltagelse
Marianne Vos var første gang med til OL i 2008 i Beijing, hvor hun stillede op i tre discipliner. I linjeløbet blev hun nummer seks, 21 sekunder efter vinderen, Nicole Cooke fra Storbritannien. Nogle dage senere deltog hun i enkeltstart, hvor hun blev nummer 14, mere end to minutter efter vinderen, Kristin Armstrong fra USA. På banen stillede hun op i pointløb, en disciplin hun var regerende verdensmester i. Hun vandt en sikker sejr i disciplinen, idet hun efter fem spurter havde ti point, hvilket lidt senere blev forøget til 30, da hun vandt en omgang. Da dette ikke lykkedes for andre ryttere, var guldmedaljen hjemme.
Ved OL 2012 i London deltog Vos kun i landevejsdisciplinerne. I øsende regn kom hun med i et udbrud sammen med russiske Olga Zabelinskaja, britiske Lizzie Armitstead og amerikanske Shelley Olds. Imidlertid punkterede Olds, og da de tre tilbageværende nærmede sig målstregen, blev det til en sprintduel mellem Vos og Armitstead, som Vos vandt. I enkeltstarten blev Vos nummer 16.
Ved OL 2016 i Rio de Janeiro deltog hun igen i landevejsløbet, men her kom hun ikke med i det afgørende udbrud og måtte tage til takke med en niendeplads, 1.14 minutter efter sin vindende landsmand, Anna van der Breggen.

## Resultater

### Landevej
- VM i linjeløb
  - Mester i 2006 og 2012.
  - Nr. 2 i 2007, 2008, 2009, 2010 og 2011.
- 18 World Cup-sejre (pr. juli 2012)
- OL i linjeløb
  - Mester i 2012

### Bane
- VM i scratch
  - Mester i 2011
- VM i pointløb
  - Mester 2008
- OL i pointløb
  - Mester 2008